# 田以正
田 以正（でん いせい、Tian Yizheng、? - 1870年）、清末の哀牢山の蜂起の指導者の一人。ハニ族。田四浪ともいう。
雲南省他郎出身。貧農出身であったが、1853年、ハニ族・イ族5千人を率いて蜂起し、新平などに勢力を広げた。1858年、李文学が「彝家兵馬大元帥」を名乗って哀牢山地区で蜂起すると、李文学の配下の李学東と王泰階は田以正との連携を提案した。協議の結果、両軍は連合することになり、田以正は「彝家兵馬副元帥」に任命された。1859年に他郎を攻略し、1862年には他郎南部の通関哨を占領して普洱・思茅と昆明との交通路を支配した。しかし1870年に通関哨は清軍の攻撃を受け、包囲を突破したものの、やがて捕えられ処刑された。田以正の死は李文学軍にとって大きなダメージであり、蜂起は1874年に鎮圧された。